# Midnight Choir
Midnight Choir war eine Rock-Band aus Norwegen. Sie wurde 1992 (als Hashbrowns) gegründet und löste sich 2005 auf. Mitglieder waren Al DeLoner (eigentlich Atle Byström), Paal Flaata und Ron Olsen. Der Name der Band wurde dem Leonard-Cohen-Song Bird on the Wire entlehnt. Musik und Texte der Band sind düster-melancholisch; die Band kann vage dem Genre Alternative Country zugeordnet werden.

## Diskographie
- Midnight Choir (1994)
- Olsen's Lot (1996)
- Amsterdam Stranded (1998)
- Unsung Heroine (2000), Platz 3 der norwegischen Charts
- Selected Songs 1994–2000 (2002)
- Waiting for the Bricks to Fall (2003)
- All Tomorrow's Tears (Best-of Doppel-CD 2005)
- In the Shadow of the Circus (2008)
- The Loma Ranch Sessions (2016)

Seit Olsen’s Lot wurden alle Alben von Chris Eckman (The Walkabouts) produziert; bis auf Selected Songs sind alle bei Glitterhouse Records erhältlich, in Norwegen ist S2 das Musiklabel.